# Джабриль, Махмуд
Махму́д Джибри́ль аль-Варфали (араб. محمود جبريل الورفلي‎), или Махму́д Джабри́ль (Королевство Ливия, 28 мая 1952 — 5 апреля 2020) — ливийский политик, премьер-министр Переходного национального совета Ливии с 23 марта по 23 октября 2011.

## Биография
Родился в Ливии 1952 году в роде, принадлежащем племени варфалла. По данным The Daily Telegraph, место его рождения — город Бени-Валид.
В 1975 году окончил факультет экономики и политических наук Каирского университета, получив степень бакалавра.
В 1980 году получил степень магистра политологии в Университете Питтсбурга в Пенсильвании (США).
В 1984 году в том же университете он получил степень доктора по специальности «стратегическое планирование и принятие решений» и, будучи профессором, несколько лет работал в этой области. Махмуд Джибриль опубликовал 10 книг, посвящённых этой теме.
Он также был руководителем группы, занимавшейся составлением проекта Unified Arab Training manual.
В период с 1987 по 1988 годы он отвечал за организацию и администрирование первых двух конференций, посвящённых тренингам, в арабских странах. Впоследствии занимался менеджментом и административным управлением лидерских тренингов для менеджеров высшего звена в арабских странах, в том числе в Египте, Саудовской Аравии, Ливии, ОАЭ, Кувейте, Иордании, Бахрейне, Марокко, Тунисе, а также в Турции и Великобритании.
Махмуд Джибриль возглавлял Ливийский национальный совет по планированию. В 2009 году он был назначен на пост председателя Совета по развитию национальной экономики Ливии.
Также руководил Кризисным комитетом Национального ливийского совета.
23 марта 2011 года стало известно, что Махмуд Джабриль стал премьер-министром Переходного национального совета, провозгласивший себя единственным законным органом власти в Ливии.
23 октября 2011 года ушёл в отставку после полного освобождения Ливии от режима Муаммара Каддафи.
Партия Махмуда Джибриля Альянс национальных сил получила большинство голосов на парламентских выборах в Ливии в июле 2012 года.
Скончался в Каире 5 апреля 2020 года от последствий заболевания коронавирусом COVID-19 в возрасте 67 лет.